# Maquilingia matema
Maquilingia matema är en tvåvingeart som beskrevs av Charles Howard Curran 1936. Maquilingia matema ingår i släktet Maquilingia och familjen lövflugor. Inga underarter finns listade i Catalogue of Life.